# Chironomus disclusus
Chironomus disclusus är en tvåvingeart som först beskrevs av Walker 1856.  Chironomus disclusus ingår i släktet Chironomus och familjen fjädermyggor. Inga underarter finns listade i Catalogue of Life.